# 全国パチンコ・パチスロファン感謝デー
全国パチンコ・パチスロファン感謝デー（ぜんこくパチンコ・パチスロファンかんしゃデー）とは、全日本遊技事業協同組合連合会（全日遊連）が傘下のパチンコ・パチスロホールで開催する大規模なキャンペーン。全国で毎年11月中旬に3日間にわたって開催される。

## 経緯
1979年の「パチンコの日」に、全国の全遊協加盟ホールで「パチンコ感謝デー」を開催することを決定。当時ホール軒数一万割れや、レジャーの多様化による若者のパチンコ離れとともに、インベーダーゲームブームが席巻するといった状況により、業界が苦境に立たされていったほか、前年の1978年に貸玉料金が3円から4円に値上げされたことでパチンコ離れに拍車がかかり、業界内で危機感を持つ。このため、まずは若者にターゲットを絞ったアピールを重点に置いて解決策を模索することになり、そのなかでパチンコの存在感と値上げした貸玉料金に見合う魅力を若者にアピールするのに賛同を集めた案として11月14日を「パチンコの日」として1979年6月、全遊協で決定した。

## 内容
期間中、全国の開催ホールで、来客者に抽選クジが配られ、賞品が当たる抽選会を行う。